# Slag bij Fraga
De Slag bij Fraga was een verpletterende overwinning van de Almoraviden die op 17 juli 1134 bij Fraga werd behaald op het christelijke leger onder leiding van Alfonso I de Strijder, koning van het koninkrijk Aragon.

## Geschiedenis
Na verschillende successen op de Almoraviden, leidde koning Alfons een lange belegering voor de plaats Fraga, maar de inwoners verzette zich en vroegen om hulp van de Almoraviden die kwamen en de Aragonese strijdkrachten versloegen. Deze overwinning is de laatste gewonnen door de Almoraviden op het Iberisch schiereiland.

## Gevolgen
De Slag om Fraga resulteert in de tijdelijke onderbreking van de Aragonese inspanningen tijdens de Reconquista. De christelijke troepen leden daar zware verliezen, waaronder de dood van Occitaanse heren zoals Aymeri II van Narbonne en Centullus VI van Béarn. De bisschop van Lescar Guy de Lons werd gevangen genomen. Alphons I zelf, mogelijk ernstig gewond tijdens de slag, stierf kort daarna, op 7 september 1134.